# Kanton Guéret-Sud-Ouest
Kanton Guéret-Sud-Ouest (francouzsky Canton de Guéret-Sud-Ouest) je francouzský kanton v departementu Creuse v regionu Limousin. Tvoří ho pět obcí.

## Obce kantonu
- La Chapelle-Taillefert
- Guéret (jihozápadní část)
- Saint-Christophe
- Saint-Victor-en-Marche
- Savennes